# Роккі (франшиза)
«Роккі» (англ. Rocky) — американська медіафраншиза в жанрі спортивної драми про боксера з Філадельфії  Роккі Бальбоа. 

## Фільми

### Роккі (1976)
Головний герой — посередній боксер. Сталось так, що чемпіон світу Аполло Крід вирішив провести свій черговий бій у Філадельфії. Незадовго до бою запланований суперник одержав важку травму руки, і Аполло вирішив що бій все ж відбудеться, але з якимось місцевим любителем. Йому сподобалось прізвисько Роккі — «Італійський жеребець», тому чемпіон вибрав саме його.

### Роккі 2 (1979)
Після того, як головний герой за очками програв бій за звання чемпіона світу, він вирішує піти з боксу. Але просте і спокійне життя виявляється не для нього, адже боротьба - це його покликання, пристрасть і сенс життя. Щоб повернутися у великий бокс, Роккі знову необхідно набрати форму. Він приступає до посилених тренувань, чим абсолютно не задоволена його молода дружина. Однак протести коханої не можуть зупинити головного героя, який приймає виклик свого старого противника Апполо Кріда. Для Роккі це довгоочікуваний шанс взяти реванш, але Аполло знаходиться в прекрасній фізичній формі, а позаду нього низка перемог і нокаутів. Роккі, що втратив форму знову йде на невиправданий ризик, однак він не з тих, хто вміє відступати перед труднощами. Що ж це таке? Неймовірна удача і можливість реабілітуватися або гірка усмішка долі? Чи зможе Роккі скористатися другим шансом поки невідомо ...

### Роккі 3 (1982)
Через 10 років після закінчення другої частини саги. За ці роки боксер отримав титул чемпіона у важкій вазі і утримував його протягом всього останнього часу. Ставши знаменитим, Роккі швидко розбагатів. До величезних гонорарів за бої додалися не менші заробітки на рекламі. Але такий статок не дає спокою молоді, яка рветься до популярності і багатства. Молодий і голодний хижак, боксер важковаговик Клаббер Ленг сильний і талановитий. Він кидає майстру і чемпіону виклик, претендуючи на його пояс. Постійні образи і нападки з боку клаберів зачіпають Роккі за живе, і до початку поєдинку боксер втрачає самовладання і холоднокровність, необхідні для перемоги. Роккі програє вирішальний бій.
Але зламати чемпіона не так-то просто. Сховавшись від преси і всіх, хто відволікав його від тренувань, Боксер починає займатися по абсолютно нових принципах в зубожілому, нікому невідомому залі. Ніхто не знає, який сюрприз готує уболівальникам і своєму супернику досвідчений боєць, який скинув вагу і освоїв нові правила боротьби.

### Роккі 4 (1985)
Боксер щасливо живе в Філадельфії з коханою дружиною Адріан і готується до річниці свого весілля, а тим часом в Штати прилітає радянський чемпіон, 120-кілограмовий капітан Іван Драго, що викликає на поєдинок американських бійців. Давній друг і партнер Роккі Аполло Крід, охоплений патріотичним поривом, приймає виклик боксера з СРСР. Незважаючи на погані передчуття, Роккі навіть допомагає приятелеві в організації бою, який Крід хоче перетворити в шоу.
Однак яскравого видовища не виходить: Іван Драго завдає американцеві серію жахливих ударів, один з яких стає вирішальним - Крід вмирає на рингу, не дозволяючи секунданту викинути рушник. Після його смерті, відчуваючи свою провину, Роккі сам бажає битися з радянським боксером. Однак для цього потрібно відмовитися від титулу, попрощатися з дружиною і сином, і летіти в СРСР, де призначений вирішальний поєдинок.

### Роккі 5 (1990)
Після складного бою з Іваном Драго, кар'єра Роккі добігає свого логічного завершення. Роки беруть своє, форма вже не та, здоров'я підірване, з'явилися нові молоді і перспективні боксери. За свою насичену боями кар'єру головний герой так і не зміг заробити казкового багатства, а всі його гроші були вкрадені або витрачені. Щоб не розлучатися з улюбленою роботою і трохи підзаробити, Роккі стає тренером. Але з новою спеціальністю не все так просто. Його молодий і гарячий учень, запозичивши у тренера основні секрети і тактику ведення бою, при першій же можливості залишає боксера-ветерана. Йому потрібен новий і більш перспективний тренер, здатний організувати своєму учневі бій за чемпіонський титул. Однак навіть зрада улюбленого учня не здатна зламати дух легендарного Роккі Бальбоа. Головний герой знаходить в собі сили, щоб протистояти ворогам і знову відновлює свої тренування. Чи означає це, що, всупереч віку, Роккі вирішив повернутися на ринг або в його голові визрів інший план?

### Роккі Бальбоа (2006)
Солідного віку боксер, який залишив ринг, живе нудно і самотньо. Його дружина померла від раку, а дорослий син віддалився і рідко заїжджає до батька. Лише один Поллі, безжурний товстун буркотун, часто заглядає до швагра в його ресторанчику «Адріана» щоб випити стаканчик безкоштовного віскі. Тільки він і завсідники закладу вислуховують нескінченні історії колишнього чемпіона, у якого так багато вільного часу для спогадів.
Роккі любить побродити по нічній Філадельфії, заглядаючи в куточки, що нагадують йому про бойову молодість, і одного разу зустрічається з давньою знайомою - «Крихіткою» Мері, яка працює в одному з барів. Вона теж самотня, виховує сина, і Роккі швидко зближується з цим сімейством.
Однак нудне життя не може тривати нескінченно: на рингу з'являється черговий чемпіон-важкоатлет Мейсон Діксон, який за запевненням преси перемагає лише тому, що в Штатах закінчилися гідні боксери. І Роккі Бальбоа не може втриматися від поєдинку...

## Спіноф

### Крід: Спадок Роккі Бальбоа (2015)
В останній раз повернувся в професійний бокс, Рокі Бальбоа, змушений взяти в черговий раз на себе роль наставника. Його новим підопічним стає Адоніс Крід, син того самого Аполло Кріда - спочатку самого серйозного суперника, а після близького друга Роккі. На відміну від іменитого батька, Крід-молодший не має до боксу абсолютно ніякого інтересу, і тільки під проводом Роккі, Адоніс Крід стає на найжорстокіший шлях боротьби за місце чемпіона.

### Крід II: Спадок Роккі Бальбоа (2018)
Адоніс Крід, успішний боксер, готується до свого найскладнішого поєдинку в житті, адже йому належить битися з сином людини, з вини якої загинув його батько. Колись давно, один точний і прямий удар Івана Драго привів до смерті батька Кріда. Тепер, Адоніс вийде проти Віктора Драго. Цей бій є особистим для спортсмена, він витрачає весь свій час на суцільні тренування, щоб узяти гору в цьому поєдинку, в пам'ять про свого батька. У молодої людини є всі шанси вийти переможцем, адже його тренує найлегендарніший чемпіон в цій справі - сам Роккі Бальбоа, який є наставником і помічником Кріда. Здобути перемогу буде непросто, адже тут справа не обмежується тільки об'єктивним ставленням до бою, а й тісно переплітаються особисті неприязні і емоції. Бій буде важкий і непростий, але ще складніше буде не піддаватися своїм почуттям та зібрати волю в кулак, щоб здобути перемогу не тільки над противником, але і над самим собою. Чи вийде це зробити головному герою, який жадає відновлення справедливості?

### Крід III: Спадок Роккі Бальбоа (2023)
Адоніс захоплюється спортом із самої юності та виділяє весь вільний час на тренування, мріючи повернутися на ринг. Він розривається між своїм обов'язком перед сім'єю та власними бажаннями. Крід сподівається, що мудрий наставник Роккі Бальбоа дасть йому правильну пораду і завжди стоятиме на його боці. Не дозволить Адонісу опустити руки і здатися.
Щоправда цього разу доведеться вирішувати проблему самотужки. Донні стикається з привидами темного минулого, які змушують його повернутися до витоків і згадати весь біль, який йому довелося пережити. Боксер згадує цінності, за які він був готовий поплатитися життям. Його нові суперники вирішують діяти потай, завдаючи шкоди близьким людям Адоніса. Але чемпіон має зрозуміти, звідки черпає сили, щоб знову стати на ноги. Фільм вражає не лише своїми сценами боксу, а й цікавими поворотами сюжету. Ми бачимо, як Адоніс стає сильнішим і знаходить своє справжнє "я". Він навчається брати життєві уроки, йти вперед і не зупинятися на досягнутому. 

## Відеоігри
- Rocky Super Action Boxing (1983).
- Rocky (1987).
- Rocky (2002).
- Rocky Legends (2004).
- Rocky Balboa (2007).
- ROCKY™ –   мобільна гра, (2016).
- Creed: Rise to Glory (2018).
- Big Rumble Boxing: Creed Champions (2021).